# Domizia maggiore
Domizia (in latino Domitia; 19 a.C. ca. – Giugno 59) conosciuta nella storiografia moderna come Domizia maggiore (Domitia maior), è stata una nobildonna romana, zia dell'imperatore Nerone.

## Origini familiari

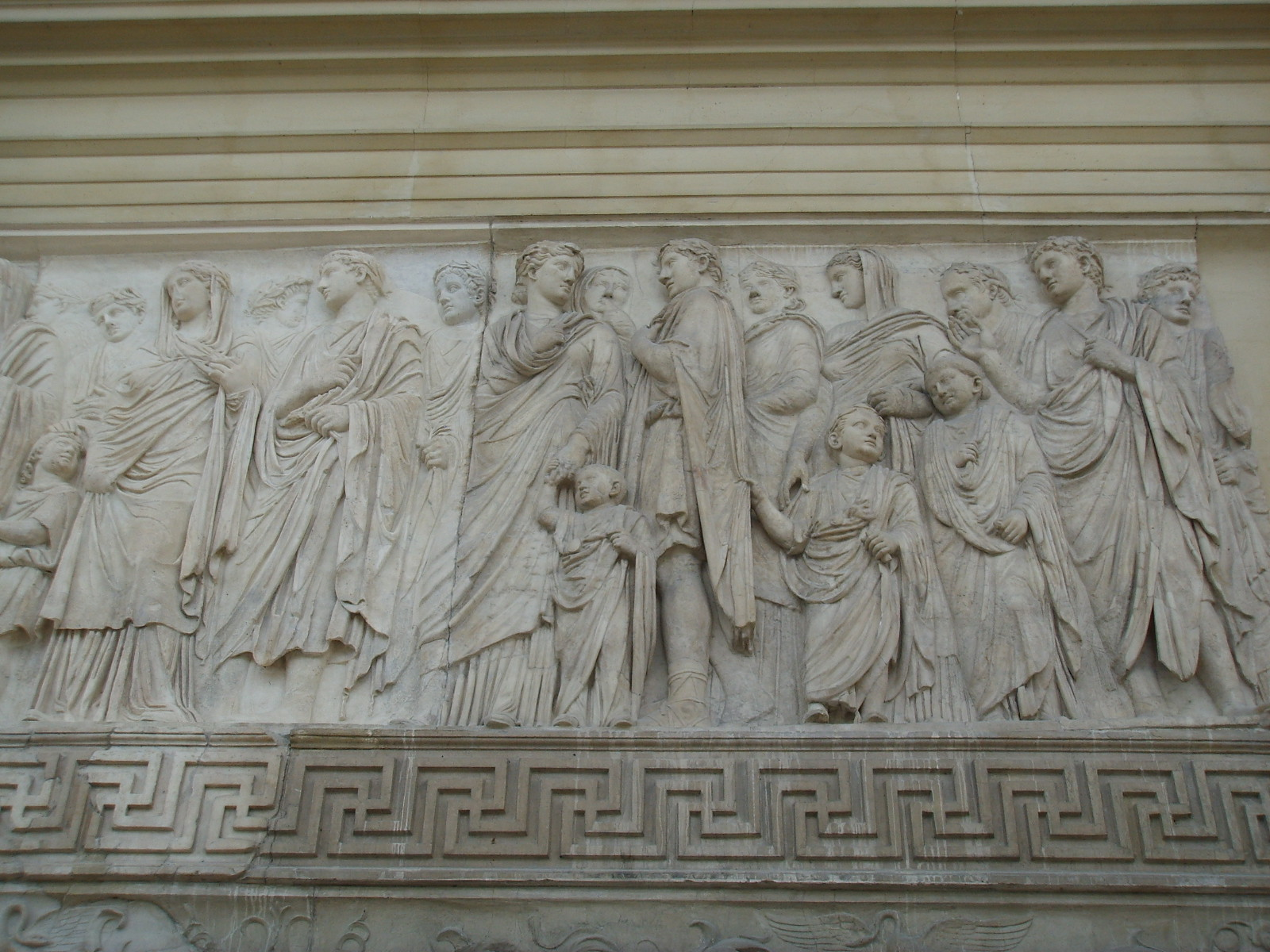
Fregio ovest dellAra Pacis. Domizia e il fratello Gneo sono i due bambini sulla destra, Antonia maggiore è la donna dietro di loro e il padre Lucio è l'uomo che li segue. Museo dell'Ara Pacis, Roma.

Domizia era la figlia maggiore del console Lucio Domizio Enobarbo e Antonia maggiore, sorella di Gneo Domizio Enobarbo e Domizia Lepida. Era, quindi, la nipote maggiore del triumviro Marco Antonio e di Ottavia minore, pronipote dell'imperatore Augusto, cugina di secondo grado e cognata dell'imperatore Caligola, cugina dell'imperatore Claudio, zia materna dell'imperatrice Valeria Messalina e zia paterna di Nerone.

## Biografia
Sposò il console Decimo Aterio Agrippa, che morì nel 32 come vittima del regno di terrore di Tiberio. Domizia diede un figlio Agrippa, Quinto Aterio Antonino, che divenne console nel 53. Domizia si risposò poi con Quinto Giunio Bleso, console suffetto nel 26, e nel 33 con lo spiritoso, ricco e influente Gaio Sallustio Passieno Crispo, il nipote adottivo e pro-pronipote biologico dello storico Sallustio.
Dopo il gennaio del 41, il nuovo imperatore Claudio chiese a Domizia e Crispo il divorzio, così Crispo poté sposare la cognata di Domizia, Agrippina minore, che era da poco tornato dall'esilio ed aveva il figlio Lucio Domizio (Nerone) da mantenere. Crispo diventò così il patrigno di Nerone.
Durante i regni di Caligola, Claudio e Nerone, Domizia è stata una rivale importante di Agrippina. Nel mese di giugno del 59 il nipote Nerone la fece avvelenare mentre era confinata in un letto con una stipsi grave. Nerone andò in visita dalla zia, mentre lei era malata, ordinò ai medici di somministrarle una dose fatale di lassativo e si intestò tutte le sue proprietà mentre stava morendo.

## Ascendenza
|                        |                       |                               | Genitori             |  |  | Nonni |  |  | Bisnonni               |  |  | Trisnonni             |  |
|                        |                       |                               |                      |  |  |       |  |  | Lucio Domizio Enobarbo |  |  | Gneo Domizio Enobarbo |  |
|                        |                       |                               |                      |  |  |       |  |  | Lucio Domizio Enobarbo |  |  | Gneo Domizio Enobarbo |  |
|                        |                       | …                             |                      |  |  |       |  |  | Lucio Domizio Enobarbo |  |  |                       |  |
| Gneo Domizio Enobarbo  |                       |                               |                      |  |  |       |  |  | Lucio Domizio Enobarbo |  |  |                       |  |
|                        |                       | Porcia Catone                 | Marco Porcio Catone  |  |  |       |  |  |                        |  |  |                       |  |
|                        |                       | Porcia Catone                 | Marco Porcio Catone  |  |  |       |  |  |                        |  |  |                       |  |
|                        |                       | Porcia Catone                 | Livia Drusa          |  |  |       |  |  |                        |  |  |                       |  |
| Lucio Domizio Enobarbo |                       | Porcia Catone                 |                      |  |  |       |  |  |                        |  |  |                       |  |
|                        |                       | Mamerco Emilio Lepido Liviano | Marco Livio Druso    |  |  |       |  |  |                        |  |  |                       |  |
|                        |                       | Mamerco Emilio Lepido Liviano | Marco Livio Druso    |  |  |       |  |  |                        |  |  |                       |  |
|                        |                       | Mamerco Emilio Lepido Liviano | Cornelia             |  |  |       |  |  |                        |  |  |                       |  |
| Emilia Lepida          |                       | Mamerco Emilio Lepido Liviano |                      |  |  |       |  |  |                        |  |  |                       |  |
|                        |                       | Cornelia Silla                | Lucio Cornelio Silla |  |  |       |  |  |                        |  |  |                       |  |
|                        |                       | Cornelia Silla                | Lucio Cornelio Silla |  |  |       |  |  |                        |  |  |                       |  |
|                        |                       | Cornelia Silla                | Giulia               |  |  |       |  |  |                        |  |  |                       |  |
| Domizia maggiore       |                       | Cornelia Silla                |                      |  |  |       |  |  |                        |  |  |                       |  |
|                        | Marco Antonio Cretico | Marco Antonio Oratore         |                      |  |  |       |  |  |                        |  |  |                       |  |
|                        | Marco Antonio Cretico | Marco Antonio Oratore         |                      |  |  |       |  |  |                        |  |  |                       |  |
|                        | Marco Antonio Cretico | …                             |                      |  |  |       |  |  |                        |  |  |                       |  |
| Marco Antonio          | Marco Antonio Cretico |                               |                      |  |  |       |  |  |                        |  |  |                       |  |
|                        |                       | Giulia                        | Lucio Giulio Cesare  |  |  |       |  |  |                        |  |  |                       |  |
|                        |                       | Giulia                        | Lucio Giulio Cesare  |  |  |       |  |  |                        |  |  |                       |  |
|                        |                       | Giulia                        | Fulvia               |  |  |       |  |  |                        |  |  |                       |  |
| Antonia maggiore       |                       | Giulia                        |                      |  |  |       |  |  |                        |  |  |                       |  |
|                        |                       | Gaio Ottavio                  | …                    |  |  |       |  |  |                        |  |  |                       |  |
|                        |                       | Gaio Ottavio                  | …                    |  |  |       |  |  |                        |  |  |                       |  |
|                        |                       | Gaio Ottavio                  | …                    |  |  |       |  |  |                        |  |  |                       |  |
| Ottavia minore         |                       | Gaio Ottavio                  |                      |  |  |       |  |  |                        |  |  |                       |  |
|                        |                       | Azia maggiore                 | Marco Azio Balbo     |  |  |       |  |  |                        |  |  |                       |  |
|                        |                       | Azia maggiore                 | Marco Azio Balbo     |  |  |       |  |  |                        |  |  |                       |  |
|                        |                       | Azia maggiore                 | Giulia minore        |  |  |       |  |  |                        |  |  |                       |  |
|                        |                       | Azia maggiore                 |                      |  |  |       |  |  |                        |  |  |                       |  |